# Rue du Faubourg-Saint Honoré
De Rue du Faubourg-Saint-Honoré is een straat in het 8e arrondissement van de Franse hoofdstad Parijs. De luxe winkelstraat loopt van de Rue Royale naar de Place des Ternes. Aan de twee kilometer lange straat zijn onder meer het Élysée-paleis, verschillende ambassades, luxe boetieks en kunstgalerieën te vinden.
Het gedeelte tussen de Rue La Boétie en de Place des Ternes heeft sinds het ontstaan verschillende namen gehad: Chaussée du Roule (1635), Rue du Bas-Roule, Rue du Haut-Roule en uiteindelijk Rue du Faubourg-du-Roule.

## Beschrijving
In het oostelijke deel van de straat, tot aan de Place Beauveau, vindt men prestigieuze modezaken en de ambassades. Laatstgenoemde bevinden zich vooral aan het trottoir aan de zuidzijde, op een stuk waar het verboden is voor gewone voetgangers. Het betreft hier onder andere het woonhuis van de ambassadeur van de Verenigde Staten, de ambassade van het Verenigd Koninkrijk en het huis van de Britse ambassadeur, de ambassade van Japan en het Élysée.
Meer naar het westen vindt men een groot aantal kunstgalerieën en antiquairs.

## Geschiedenis
Het quartier Faubourg-Saint-Honoré ontwikkelde zich vanaf het einde van de 17e eeuw dankzij rijke geldmagnaten die enorme hotels lieten bouwen. Een aantal hiervan zijn behouden gebleven en zijn vooral te vinden tussen de Rue du Faubourg-Saint-Honoré en de Avenue Gabriel.

## Opmerkelijke gebouwen
De eerste huizen aan de Rue du Faubourg-Saint-Honoré zijn in vlammen opgegaan tijdens acties van de Commune van Parijs in 1871, evenals een deel van de Rue Royale. Hieronder de belangrijkste gebouwen aan de straat.
- nr. 6: Pand dat bewoond werd door Henri Monnier, bedenker van het personage Joseph Prudhomme.
- nr. 14: Pand gebouwd aan het einde van de 18e eeuw, van 1811 tot 1835 in het bezit van het bestuur van het vroegere 1e arrondissement. Er is een feestzaal op de parterre.
- nr. 21 en 23: Huurpanden gebouwd in 1776 voor de fermier général Le Roy de Senneville.
- nr. 22: Jeanne Lanvin vestigde hier haar modehuis aan het eind van de 19e eeuw.
- nr. 24: Pand uit de 18e eeuw, sindsdien erg veranderd, herbergt sinds 1879 het modehuis Hermès.
- nr. 29: Hôtel de Rohan-Montbazon, gebouwd in 1719 door Pierre Cailleteau dit Lassurance. Verbouwd in de 19e eeuw, waarbij een deel van de historische waarde verloren is gegaan.
- nr. 31: Hôtel Pillet-Will, gebouwd in 1887 voor graaf Frédéric Pillet-Will, regent van de Banque de France, op de plaats van het oude hôtel Marbeuf, gebouwd in 1719 voor Pierre Cailleteau dit Lassurance, herbouwd voor Jacques-Guillaume Legrand en Jacques Molinos met veelkleurige decoratie in de stijl van de Oudheid. In de 19e eeuw het woonhuis van Joseph Bonaparte, Caroline Murat en Élisa Bachiocchi. In 1967 liet de Japanse ambassade de verdiepingen boven de parterre slopen om er een moderne constructie voor in de plaats te zetten.
- nr. 33: Hôtel Perrinet de Jars (ook wel Hôtel de Guébriant): Herenhuis gebouwd in 1714 door Pierre Grandhomme voor Anne Levieux, de vrouw van een bankier. Behoorde vervolgens toe aan de fermier général Étienne Perrinet de Jars, die het zijn naam gaf en het liet verbouwen door Jean-Michel Chevotet. Gekocht in 1810 door hertog Decrès, minister der marine onder Napoleon Bonaparte. Van 1849 tot 1864 verhuurd aan de ambassade van Rusland. In 1856 aangekocht door baron Nathaniel de Rothschild, die het gebouw rond 1864 liet verbouwen; de voorkant en de trappen werden vernieuwd, evenals de lambrisering. Het gebouw aan de straatkant is in 1928 verhoogd. Vandaag de dag herbergt het de Cercle de l'Union interalliée, een luxe club die het in 1920 van Henri de Rothschild kocht.
- nr. 35: Heenhuis, gelijk aan nr. 33, gebouwd in 1714 door Pierre Grandhomme voor Louis Chevalier, président à mortier in het parlement van Paris. In 1855 aangekocht door de broers Isaac en Émile Pereire die zich respectievelijk op de eerste etage en de parterre vestigden, en het lieten verbouwen door de architect Alfred Armand: de façade werd gerestaureerd, de decoratie werd geschilderd door William Bouguereau en Charles Jalabert op de parterre (verdwenen) en Alexandre Cabanel en Auguste Gendron op de eerste etage. Tegenwoordig herbergt het kantoren van de Britse ambassade.
- nr. 39: Hôtel de Charost, gebouwd tussen 1720 en 1722 door Antoine Mazin voor Paul-François de Béthune-Charost. In 1760, liet de graaf de La Marck de binnenkant door de architect Pierre Patte in neoclassicistische stijl herbouwen. De belangrijkste veranderingen heeft het gebouw ondergaan toen Pauline Bonaparte tussen 1803 en 1815 de eigenaresse was, waaronder de constructie van een zuilengang in de tuin, om de schilderijen van de befaamde collectie Borghèse te tonen, en de restauratie van de decoratie binnen. In 1814 werd het – met de complete inboedel, behalve de schilderijen – aangekocht door het Verenigd Koninkrijk om er de ambassade in onder te brengen; ambassadeur Lord Granville liet er een symmetrische vleugel aan bouwen om als balzaal te dienen, en verbond de twee vleugels om er een galerij van te maken. De balzaal werd getransformeerd in een troonzaal bij de komst van koningin Victoria in Parijs. In 1833 werd in dit huis het huwelijk van de componist Hector Berlioz met de actrice Harriet Smithson voltrokken. Tegenwoordig is het nog steeds de residentie van de Britse ambassadeur.
- nr. 41: Hôtel de Pontalba, gebouwd tussen 1842 en 1855 door Louis Visconti voor de barones Michaela de Pontalba op de locatie van het oude hôtel d'Aguesseau, dat zij in 1836 had aangekocht. In 1876 in handen gekomen van baron Edmond de Rothschild, die het vrijwel compleet liet herbouwen door zijn architect Félix Langlais. Langlais liet niets intact, behalve het grondplan in de form van een H en de entrée. In 1948 aangekocht door de Verenigde Staten om er de kantoren van de ambassade in te vestigen. Gerestaureerd van 1966 tot 1971. Herbergt vandaag de dag de residentie van de ambassadeur van de Verenigde Staten.
- nr. 55: Palais de l'Élysée, officiële residentie en kantoor van de president van de Franse Republiek. Gebouwd in 1720 door de architect Armand-Claude Mollet in opdracht van de graaf d' Évreux. Joachim Murat, zwager van Napoleon I woonde er totdat hij het aan laatstgenoemde schonk; deze tekende er in 1815 zijn troonsafstand ten gunste van zijn zoon Napoleon II.
- nr. 68: De bankier Jules Ephrussi en zijn vrouw Fanny von Pfeiffer bewoonden dit huis voor 1886.
- nr. 75: Klein hotel uit het einde van de 18e eeuw waar de Franse kantoor van de Amerikaanse vliegtuigbouwer Boeing gevestigd is.
- nr. 85: Hôtel de La Vaupalière, gebouwd door Louis-Marie Colignon in 1768 op een terrein dat hij al in bezit had, en vervolgens verhuurd aan de markies de la Vaupalière. De façade in de tuin (zichtbaar vanuit de Avenue Matignon 25) is in karakteristieke Louis XVI-stijl gebouwd. Het herenhuis werd tijdens de Franse Restauratie bewoond door graaf Pierre-Louis Roederer, vervolgens door graaf Louis-Mathieu Molé, die de façade aan het binnenhof verbouwde. Vandaag de dag herbergt het het hoofdkantoor van de verzekeringsmaatschappij AXA, die aan de binnenkant imitaties van de weelderige decoraties van weleer heeft aangebracht.
- nr. 93: 93, Faubourg Saint-Honoré was de titel van een televisieprogramma dat van oktober 2003 tot juni 2007 werd gepresenteerd door Thierry Ardisson vanuit dit huis (waar hij woonde), en uitgezonden op de zender Paris Première. Onder de camera's ontving de presentator tijdens het eten artiesten, politici en alle anderen die in het middelpunt van de actualiteit stonden.
- nr. 96: Hôtel de Beauvau, gebouwd in 1768 voor Nicolas Le Camus de Mézières voor prins Charles Juste de Beauvau-Craon. Geconfisqueerd tijdens de Franse Revolutie, in verschillende handen beland, waarvan de laatste die van de gravin Dupont de l'Étang waren, weduwe van generaal Pierre-Antoine Dupont de l'Étang. Na haar dood in 1855 verkochten haar erfgenamen het huis aan de financier Ernest André die het door Jean-Baptiste Pigny liet verbouwen. Het herenhuis werd in 1859 door de staat aangekocht, die doorging met de verbouwing en er het ministerie van Algerije en de koloniën installeerde, in 1860 later het ministerie van Binnenlandse Zaken.
- nr. 112: Hôtel Le Bristol, nu een hotel waar persoonlijkheden als Wladimir Poetin en Robert de Niro regelmatig logeren.
- nr. 118: Herenhuis uit het eind van de 18e eeuw.
- nr. 120: Hôtel de Chastenaye, eind 18e eeuw. Is lang in het eigendom geweest van het beroemde modehuis Worth.
- nr. 134: Herenhuis in Empirestijl, gebouwd voor de mathematicus Joseph-Louis Lagrange en in 1846 aangekocht door de familie van de bankier Alexandre Aguado.
- nr. 135: Hôtel de Fels, gebouwd voor graaf Edmond de Fels, diplomaat en historicus, en zijn vrouw Jeanne Lebaudy, rijke erfgename van de Sucres Lebaudy. Herbergt vandaag de dag de residentie van de ambassadeur van Canada.
- nr. 137: Hôtel Schneider. Herbergt de productiemaatschappij van de cineast Luc Besson, EuropaCorp, die de parterre aan restaurant Apicius onderverhuurt.
- nr. 154: Église Saint-Philippe-du-Roule, gebouwd tussen 1772 en 1784 door de architect Jean-François-Thérèse Chalgrin (1739-1811).
- nr. 183-189: Rij kleine gebouwen uit de 18e eeuw die herinneren aan het oude dorp du Roule.
- nr. 252: Salle Pleyel: een concertzaal, geopend in 1927